# Houston (canción de R.E.M.)
«Houston» es la quinta pista y canción del álbum de R.E.M., Accelerate. 
Es la canción más corta del disco, puesto que su duración es de apenas algo más de dos minutos.
En su letra se hace referencia a la ciudad de Houston y otras de Tejas, como Laredo y Galveston. También se hace referencia al gobierno, puesto que la canción comienza la frase:

If the storm doesn't kill me the government will

 Que en castellano se podría traducir como: Si la tormenta no me mata el gobierno lo hará